# Саутсајд (Алабама)
Саутсајд (енгл. Southside) град је у америчкој савезној држави Алабама. По попису становништва из 2010. у њему је живело 8.412 становника.

## Демографија
Према попису становништва из 2010. у граду је живело 8.412 становника, што је 1.376 (19,6%) становника више него 2000. године.
| Група             | 2000.         | 2010.         |
| Белци             | 6.868 (97,6%) | 8.058 (95,8%) |
| Афроамериканци    | 43 (0,6%)     | 123 (1,5%)    |
| Азијати           | 17 (0,2%)     | 56 (0,7%)     |
| Хиспаноамериканци | 47 (0,7%)     | 107 (1,3%)    |
| Укупно            | 7.036         | 8.412         |